# Palpiclavina kistneri
Palpiclavina kistneri  (лат.) — вид термитофильных мелких мух-горбаток рода Palpiclavina из подсемейства Thaumatoxeninae (отряд двукрылые). Юго-Восточная Азия (Суматра, Малайзия, Таиланд). Скутеллюм тёмно-коричневый. Голова с коричневатого цвета лбом. Антенны светло-коричневые. 1—2-й тергиты брюшка — коричневые, остальные сегменты и низ брюшка коричневато-серые. Длина крыльев самцов 1,47—1,56 мм. Комменсалы термитов вида Macrotermes gilvus (Hagen). Вид был описан в 1992 году английским диптерологом Р. Диснеем (Disney R. H. L.) и назван в честь американского энтомолога Д. Кистнера (D. H. Kistner), внёсшего значительный вклад в исследование термитофильных мух семейства Горбатки.